# إبراهيم شلبي
هو كاتب مصري من مواليد محافظة القاهرة عام 1960م تخرج بمرتبة الشرف في كلية طب القصر العيني عام 1983م ثم عمل معيداً في مركز القصر العيني لعلاج الأورام.
تخرج في كلية طب قصر العيني عام 1983 وحصل على ماجستير علاج الأورام عام 1987. عمل معيدا بمركز قصر العيني لعلاج الأورام- جامعة القاهرة وأخصائيا بمركز الكويت لمكافحة السرطان، كما عمل كأخصائي للأورام السرطانية سابقاً في مستشفى سرطان الأطفال الشهيرة في مصر (57357)، ثم اتجه بعد ذلك للعمل في مجال أبحاث وتسويق وصناعة الدواء ويعمل حاليا كمدير عام لإحدى شركات الأدوية العالمية.

## بدايته ككاتب
البداية كانت بكتاب «دفعة 103 حربية» فخلال متابعته للشهداء الذين يسقطون كل يوم ضحايا للإرهاب، تفاجأ في شهر واحد بسقوط العديد من الشهداء من دفعة 103 حربية، وهي الدفعة التي تخرجت في 2009، والذين برغم صغر سنهم إلا أنهم كانوا مولعون بحب الوطن والتضحية من أجل المصريين، فقرر كتابة هذا الكتاب ليعرف المصريين هذه البطولات، حيث آمن بأنه إضافة إلى أن أهالى الشهداء لا بد أن يشعروا بأننا لن ننسى ما قدمه ذووهم لمواجهة الإرهاب.
وأهالى الشهداء كانوا سعداء للغاية بالكتاب، وقالوا له أن هذه المرة الأولى التي يُكتب فيها كتابًا عن بطولات الجيش المصرى منذ عام 1973م، كما أطلقت الدفعة 103 حربية على لقب «الأخ الأكبر للدفعة».
واعتمدت في هذا الكتاب على مصادر عدة منها ما نُشر بالصحف والفيديوهات التي نُشر على الـ«يوتيوب» وصفحات الشهداء وأصدقائهم على مواقع التواصل الاجتماعية.
أما كتاب «100 شهيد وشهيد» فيحكى قصة 101 شهيد، وهذا الرقم يرمز إلى الكتيبة "101" المسماة بـ«باب الجنة» بسيناء، ثم بعد ذلك عكف على إصدار كتاب عن قوات الدفعة 109، وآخر عن شهداء الشرطة.

### أبرز القصص المؤثرة التي ذكرها بالكتابين
هناك قصص عدة، فهناك الشهيد الذي كانت زوجته ستلد خلال وجوده بالمعسكر، فأصر أن تلد ولادة قيصرية، واحتفلوا بـ«سبوع» المولد ليلة سفر محمد، الذي استشهد بعدها بـ3 أسابيع، «الشهيد ده شاف ابنه مرة واحد، شالة مرة واحدة، اتصور معاه مرة واحدة، وراح ضحية للإرهاب عشان نستمتع بحياتنا وفى الآخر ابنه وزوجته دفعوا الثمن».
وأيضًا هناك الشهيد محمد العزب الذي استشهد قبل أن تلد زوجته، ولم يرى ابنته التي اختار لها اسمها «حرة»، والشهيد محمود طه الذي زفته أمه وألقت بالحلوى على المشيعين.
الشهداء أو أهالى الشهداء مثال عظيم للشعب المصرى مثال عظيم لحب البلد والوطنية، وهما خير أجناد الأرض سواء البطولات التي حدث ولا تزال تحدث بسيناء، فالحرب ضد الإرهاب في سيناء كانت يمكن أن تنتهى بين عشية وضحاها، إلا أن حرص الرئيس عبد الفتاح السيسى والقوات المسلحة على حماية أرواح المدنيين، أطالت المدة، «لازم إحنا نحس أن البلد في حالة حرب، وإن كل الشباب من كل أنحاء مصر يجب ألا يتأخروا فداء لمصر».